# Żurawiec (województwo warmińsko-mazurskie)
Żurawiec – wieś w Polsce położona w województwie warmińsko-mazurskim, w powiecie elbląskim, w gminie Markusy, na obszarze Żuław Elbląskich.
W latach 1945–1954 miejscowość była siedzibą gminy Żurawiec. W latach 1975–1998 miejscowość należała administracyjnie do województwa elbląskiego.